# Rosedale (Washington)
Rosedale es un lugar designado por el censo ubicado en el condado de Pierce en el estado estadounidense de Washington. En el año 2010 tenía una población de 4.044 habitantes.

## Geografía
Rosedale se encuentra ubicado en las coordenadas 47°20′54″N 122°38′8″O / 47.34833, -122.63556.